# Chlorocnemis
Chlorocnemis é um género de libelinha da família Protoneuridae.
Este género contém as seguintes espécies:
- Chlorocnemis abbotti
- Chlorocnemis marshalli
- Chlorocnemis montana
- Chlorocnemis nigripes
- Chlorocnemis pauli
- Chlorocnemis superba